# Años 1950

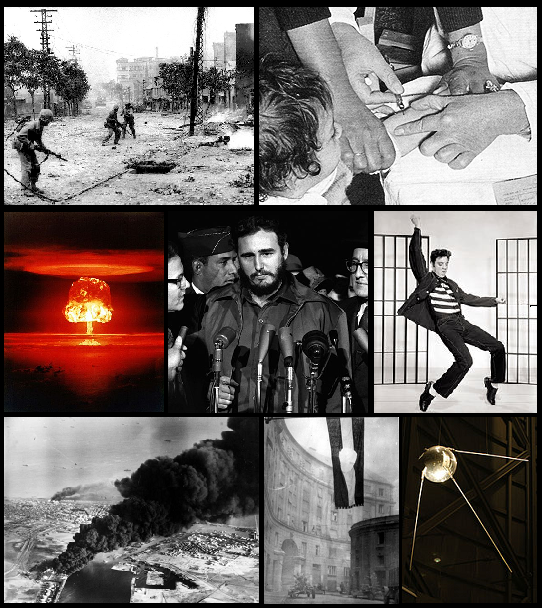
De izquierda a derecha y entonces de arriba abajo: Soldados estadounidenses luchando en la Guerra de Corea en 1950. La primera vacuna contra la polio fue desarrollada por Jonas Salk. Prueba de un Arma nuclear, el líder cubano Fidel Castro, y el cantante estadounidense Elvis Presley. Ataque militar durante la Crisis de Suez, bandera de Hungría sin escudo durante la Revolución húngara de 1956, y el Sputnik I, que fue el primer satélite artificial de la historia.

La década de los años 1950 comenzó el 1 de enero de 1950 y terminó el 31 de diciembre de 1959.
Durante esta década, las dos superpotencias vencedoras de la Segunda Guerra Mundial, Estados Unidos y la Unión Soviética, rompieron su alianza durante la guerra y se enemistaron convirtiéndose en líderes de dos bloques: el bloque Occidental (occidental-capitalista) liderado por Estados Unidos, y el bloque del Este (oriental-comunista) liderado por la Unión Soviética y el mundo vio formarse lo que se conoció como Guerra Fría.
Poco después del fin del conflicto mundial, la guerra civil en China, dio el triunfo de Mao Zedong quien instauró en la parte continental de su nación un nuevo gobierno de ideología comunista que revolucionó al país, reconocido como República Popular China.
En la década de 1950, la disputa entre los dos nuevos ejes mundiales, se intensificó con la guerra de Corea y la división del país en dos Estados. Se inició una carrera armamentística sin precedentes que se extendería en las siguientes décadas, así la URSS y EE. UU. iniciaron una carrera por un arsenal nuclear capaz de destruir el planeta.
El proceso de descolonización iniciado después de la Segunda Guerra se intensifica y marcará esta década y las dos siguientes. Imperios como el francés o el británico se desprendieron de numerosas posesiones en África, Oriente Medio y Asia.
Estados Unidos vio una revolución cultural impulsada por el rápido desarrollo industrial y el consecuente fenómeno de consumismo. Alemania y Japón experimentaron una sorprendente recuperación económica en menos de dos décadas después del final de la guerra, había transformado a ambos países en potencias económicas, si bien no políticas ni militares. Por lo tanto, aunque Francia y Gran Bretaña tenían un mayor peso político, Japón y Alemania superaban a los dos países que obtuvieron la victoria en la segunda guerra e incluso su presencia en el comercio internacional superaba a la de la Unión Soviética.
Un proceso de importancia capital para el futuro de Europa y el mundo se inició cuando Robert Schuman pronunció la célebre declaración homónima y que constituye el embrión de la actual Unión Europea.

## Acontecimientos históricos

### 1950
- 1950-1953: guerra de Corea.
- Se restablece la pena de muerte en la Unión Soviética.
- En la Ciudad del Vaticano, el Papa Pío XII declaró el dogma de la asunción de María.
- 1950-1955:
  - Centro de la paz en Hiroshima de Kenzō Tange.
  - Capilla de Ronchamp de Le Corbusier.

### 1951
- Tratado de París establece la Comunidad Europea del Carbón y el Acero, antecedente de la Unión Europea.
- Tratado de San Francisco.
- El rey Leopoldo III de Bélgica, tras 17 años de reinado, abdica y lo sucede su hijo Baldouino.
- Muere Abdalá I, primer rey de Jordania; es sucedido por Talal I.

### 1952
- Fallece el rey Jorge VI, tras 15 años de reinado. Lo sucede su hija, Isabel II.
- Revolución Nacional en Bolivia.
- Fallece Eva Perón, líder política y social de Argentina.
- El rey Talal I abdicó y Hussein I accede al trono de Jordania.
- Juan Domingo Perón es electo por segunda vez consecutiva como presidente de la República Argentina.
- 1952-1958: Dictadura de Marcos Pérez Jiménez en Venezuela.
- Primera edición de Miss Universo ganado por la finlandesa Armi Kuusela.
- Estados Unidos: Estalla la primera bomba H en el atolón de Eniwetok.
- Jonas Edward Salk inventa la primera vacuna contra la poliomielitis.

### 1953
- Los republicanos vuelven a la Casa Blanca tras la elección de Dwight D. Eisenhower como presidente de los Estados Unidos.
- Muerte de Iósif Stalin.
- Isabel II es coronada reina del Reino Unido.
- Hillary y Tenzing alcanzan la cima del Everest.

### 1954
- 1954-1962: Guerra de Independencia de Argelia.
- 1954-1970: Gamal Abdel Nasser, presidente de Egipto.
- Caída de Dien Bien Phu; conferencia de Ginebra.
- Golpe de Estado en Guatemala organizado por la CIA.
- Alfredo Stroessner se convierte en presidente de Paraguay.
- El presidente de Brasil, Getúlio Vargas se suicida.
- El señor de las moscas de William Golding.
- Joseph Edward Murray lleva a cabo el primer trasplante de riñón (EE. UU.).

### 1955

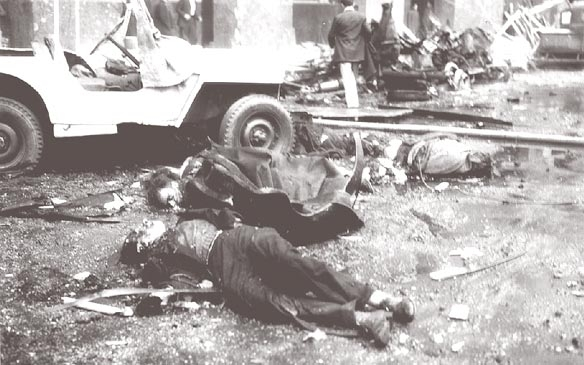
Cadáveres de civiles tras el bombardeo de la Plaza de Mayo.

- Conferencia en Bandung de 29 países no alineados del Tercer Mundo.
- Guerra civil en Vietnam del Sur.
- Se firma el Pacto de Varsovia, donde la Unión Soviética y siete estados más del bloque comunista unen su política y fuerzas militares en contraposición a la OTAN.
- Argentina: Bombardeo de la Plaza de Mayo causa la muerte de más 300 civiles.
- Juan D. Perón es derrocado de la presidencia de la Argentina; Eduardo Lonardi asumió de facto la presidencia y dio inicio a la Revolución Libertadora. Lonardi a su vez fue obligado a renunciar y el general Pedro Eugenio Aramburu tomó la presidencia.
- Jonas Salk: vacuna contra la poliomielitis.
- En Gran Bretaña: primera central nuclear.

### 1956
- 1956-1964: «Deshielo de Jrushchov».
- Brasil: El presidente provisorio Nereu de Oliveira Ramos completa el periodo electoral correspondiente al fallecido Getúlio Vargas, y Juscelino Kubitschek es electo presidente.
- Insurrección antisoviética en Budapest (Hungría); intervención de las tropas de la Unión Soviética.
- Inicio de la crisis del canal de Suez.
- Segunda guerra árabe-israelí.
- Kruschev denuncia ante el Congreso del PCUS los crímenes de Stalin.

### 1957
- Estados Unidos: Incidentes raciales en Little Rock.
- Tratado de Roma: nacimiento de la Comunidad Económica Europea.
- El satélite artificial soviético Sputnik 2, lleva a bordo a la perra Laika.
- John Backus desarrolla el lenguaje de programación FORTRAN.
- Un terremoto con magnitud 7.8 en la Escala sismológica de Richter sacude las costas del estado mexicano de Guerrero dañando gran parte de la zona centro del país.

### 1958
- Formación de la República Árabe Unida.
- Crisis argelina; Constitución de la Quinta República francesa; De Gaulle, presidente de la nación.
- Se vuelven a celebrar elecciones en la Argentina después de la proscripción del Peronismo, ganó Arturo Frondizi, de la Unión Cívica Radical.
- Venezuela: Caída de la dictadura de Marcos Pérez Jiménez.
- Creación de la NASA.

### 1959
- Alaska (3 de enero) y Hawái (21 de agosto), se convierten en estados de los Estados Unidos.
- Triunfa la Revolución Cubana encabezada por Fidel Castro derrocando al régimen de Fulgencio Batista.
- El Dalái lama se exilia en la India.
- Formación de la organización terrorista ETA.
- Declaración de los Derechos del Niño por la Asamblea General de las Naciones Unidas.
- Firma del Tratado Antártico para la preservación del Continente.
- El tambor de hojalata de Günter Grass.
- Principales referencias: [1] [2]

## Otros acontecimientos en el mundo

### 1950
- Gustavo VI Adolfo de Suecia sube al trono.
- Getúlio Vargas es reelegido presidente de Brasil.

### 1951
- Mohammad Mosaddeq es nombrado primer ministro de Irán.
- La Colmena de Camilo José Cela.
- El mar de las Sirtes de Julien Gracq.

### 1952
- Donald Glaser: la cámara de burbujas.
- Henri Laborit: descubrimiento del primer neuroléptico.
- Esperando a Godot de Samuel Beckett.
- El viejo y el mar de Ernest Hemingway.

### 1953
- Fidel Castro y su hermano Raúl Castro encabezan un levantamiento en la ciudad cubana de Santiago de Cuba, sofocado por el régimen dictatorial de Fulgencio Batista.
- El pensamiento cautivo de Czesław Miłosz.
- Jean Tinguely: «metamecánicas».

### 1954
- Se suicida el presidente de Brasil, Getúlio Vargas tras un intento de golpe de Estado, tomó la presidencia el vicepresidente João Café Filho.
- Juicio a Robert Oppenheimer por traición a los Estados Unidos.
- 1954-1958: 
  - Marcel Lajos Breuer, Pier Luigi Nervi y Bernard Zehrfuss: edificio de la Unesco en París.
  - Ludwig Mies van der Rohe: Seagram Building, rascacielos en Nueva York.
  - Inicios del pop art en Londres.

### 1955
- El presidente de Brasil, João Café Filho es depuesto del poder, asumió su vicepresidente Nereu de Oliveira Ramos.
- Inauguración de Disneyland en Anaheim, California.
- 1955-1957: Gruppen de Karlheinz Stockhausen.
- Le Marteau sans maître de Pierre Boulez.
- Lolita de Vladimir Nabokov.

### 1956
- Asesinato de Somoza en Nicaragua.
- Creación de Eurovision.
- Nedjma de Kateb Yacine.
- 1956-1958: Catalogue d'oiseaux de Olivier Messiaen.
- 1956 y siguientes: 
  - Niemeyer: edificios de Brasilia.
  - Saarinen: terminal TWA en Nueva York.

### 1957
- Agon, ballet de George Balanchine y Ígor Stravinski.
- En el camino de Jack Kerouac.

### 1958
- Juan XXIII, Papa.
- La edición de los Premios de la Academia de 1958 fue la primera en transmitirse en vivo. En esa entrega, el escritor francés Pierre Boulle se convierte en la primera persona ganadora del Premio de la Academia no hablando inglés.

### 1959
- Huelga ferrocarrilera en México.

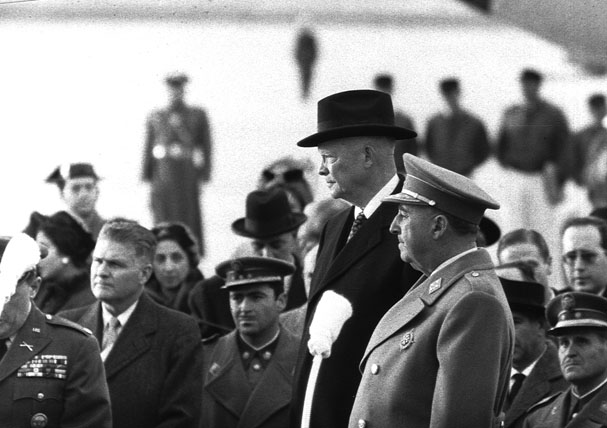
Dwight D. Eisenhower junto a Francisco Franco en Madrid (22 de diciembre de 1959).

- 1959-1964: Rómulo Betancourt, presidente de Venezuela.
- Viaje de Kruschev a los Estados Unidos.
- El presidente estadounidense, Dwight Eisenhower visita España, marcó así el final del aislamiento de este país desde el final de la guerra civil española.
- Francisco Franco inaugura el monumento del Valle de los Caídos.
- Pierre Soulages:
- John P. Merrill: primer trasplante de riñón.

## Cine

### De 1950 a 1954
- 1950: All About Eve de Joseph L. Mankiewicz.
- 1950: Rashōmon de Akira Kurosawa.
- 1951: The African Queen de John Huston.
- 1952: Bienvenido, Mister Marshall de Luis García Berlanga.
- 1952: Cantando bajo la lluvia de Gene Kelly y
- 1952: High Noon de Fred Zinnemann.
- 1953: Los cuentos de la luna pálida de Kenji Mizoguchi.
- 1953: Shane de George Stevens.
- 1954: East of Eden de Elia Kazan.
- 1954: Los siete samuráis de Akira Kurosawa.
- 1954: On the Waterfront de Elia Kazan.

### De 1955 a 1959
- 1955: La noche del cazador de Charles Laughton.
- 1955: Rebelde sin causa de Nicholas Ray.
- 1956: Los diez mandamientos de Cecil B. DeMille.
- 1957: El séptimo sello de Ingmar Bergman.
- 1958: El bello Sergio de Claude Chabrol.
- 1958: Jalsaghar de Satyajit Ray.
- 1958: Mi tío de Jacques Tati.
- 1958: Vértigo de Alfred Hitchcock.
- 1959: Ben-Hur de William Wyler.
- 1959: Los cuatrocientos golpes de François Truffaut.
- 1959: Some Like It Hot de Billy Wilder.
- 1959: Hiroshima, mon amour de Alain Resnais.
- 1959: North by Northwest de Alfred Hitchcock.

Principal referencia:

## Música
En esta década predominaban Bing Crosby y Frank Sinatra, al mismo tiempo Dean Martin, Buddy Holly y Doris Day colocaban éxitos en las listas de la época. Sobresalieron géneros como el pop y jazz, no obstante a finales de la década se inició el rock and roll popularizada por Elvis Presley, Chuck Berry y Bill Haley.